# Preferované čtení
Preferované čtení (v angl.orig. prefered reading) je pojem, který do mediálních a kulturálních studií vnesl Stuart Hall, jeden z nejdůležitějších představitelů tzv. Birminghamské školy. Preferované čtení definujeme dvěma způsoby: jako význam, který do textu (v širokém slova smyslu, Hall míní i televizní a jiné mediální obsahy) vkládá autor, plus techniky tvorby textu, kterými se autor snaží u příjemce vynutit při dekódování právě tento autorský význam. 
Druhá definice preferovaného čtení souvisí s tím, že Hall zkoumal především masově-mediální produkty (zejména televizní zpravodajství), které mají zvláštní vazbu ke společenskému řádu a sdíleným hodnotám. Masově-mediální preferované čtení tedy Hall definuje jako sklon zabudovaný do textu, který se snaží čtenáře přimět, aby text interpretoval podle zájmů dominantních společenských vrstev a převládajících kulturních hodnot.
S preferovaným čtením souvisí i Hallova komplexní „teorie zakódování a dekódování“, jeden z nejvlivnějších konceptů mediálních studií, ale též další příbuzné pojmy jako polysémie textu (Roland Barthes), hegemonie (Antonio Gramsci), otevřený a uzavřený text (Umberto Eco), vepsaný čtenář (C. Sparks a M. Campell), interpelace, apelace a hailing (Louis Althusser), polyglotní a monoglotní text (Michail Bachtin), které popisují podobný mechanismus jako Hallův koncept. 